# Torchio mistico
Il Torchio mistico conosciuto anche con Cristo posto sotto il torchio o Cristo pigiatore è un dipinto a fresco realizzato da Ambrogio da Fossano, databile intorno al 1480 e conservato nella cappella del lato sinistro della chiesa di Santa Maria Incoronata di Milano. L'affresco si presenta in parte perso ma ben visibile e leggibile in alcuni lacerti.

## Storia
La raffigurazione del torchio mistico nacque nella seconda metà del Quattrocento, come soggetto iconografico cristiano a carattere devozionale. Le prime raffigurazioni presentavano solo Cristo posto nel tino dell'uva. Successivamente fu aggiunto il torchio a forma di croce, quale strumento di pressa perché il sangue delle ferite conseguenti al martirio escano proprio come fosse vino e raccolto nei calici. Era una raffigurazione presente nel nord Europa. Il corpo di Cristo diventa il frutto da pigiare. Se il Cristo è quindi il frutto, il succo raccolto nel calice è la bevanda che libera l'uomo dal peccato.

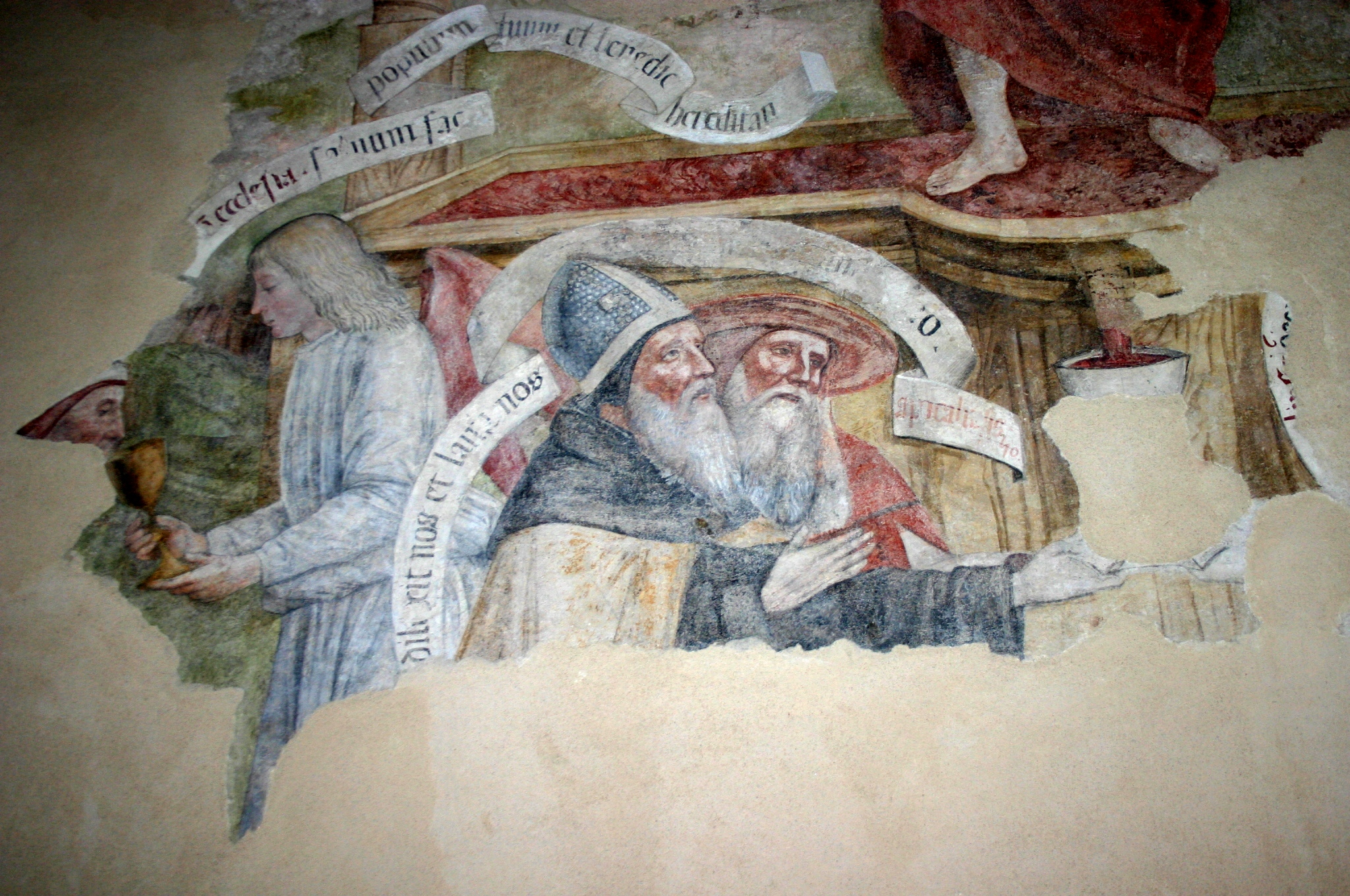
Sant'Agostino e san Girolamo dottori della chiesa, con angelo che porge il calice a un papa- Foto G. Dall'Orto, 24-Sep-2007

Il dipinto è un'opera giovanile del Borgognone ma presenta elevata qualità artistica, dipinto non prima del 1477 e terminato nel 1483. Posto nella prima cappella a sinistra della chiesa, quella che anticamente era la facciata della prima aula, la più antica presente al tempo dell'Osservanza agostiniana, ed è un chiaro riferimento all'attenzione che da sempre l'ordine agostiniano aveva verso il mistero eucaristico. L'ammaloramento dell'affresco indica la sua originaria presenza esterna. La facciata era posto sul passaggio che i frati dovevano compiere dopo essersi uniti in preghiera nella sagrestia, dal chiostro grande attraverso un lungo corridoio, dovevano poi attraversare il campo dedicato alla sepoltura dei frati e proprio in questo luogo trovavano sulla facciata a nord il dipinto del torchio mistico.
.

## Descrizione
L'affresco, di cui sono presenti alcuni lacerti, perché molte parti sono andate perdute, vuole raffigurare il mistero dell'eucarestia ed è inserito in una importante cornice composta da un grande arco decorato in stile che ricorda le opere di Bramante, o di Masaccio presenti nella basilica di Santa Maria Novella fiorentina. Nel dipinto vi sono numerosi cartigli in scrittura gotica dove sono impresse le parole sia dell'Antico Testamento del profeta Isaia, che del Nuovo Testamento e che sono tutte riconducibili al mistero eucaristico: «(e)x hoc omnes (me) / bibite / est enim sang(uis meus novi testamenti)»  Le due immagini dei dottori della chiesa raffiguranti sant'Agostino da Ippona e san Girolamo conservano leggibile la scritta:«...ecclesia sa(l)vum fac / populum tuum et benedic / hereditati (tuae) (Recon)cili(a)nt nos et lav(ant) nos (a peccatis nostris in sanguine su)o».
Cristo è raffigurato in posizione eretta, regale, avvolto in un manto purpureo, colore che rappresenta il dolore, nell'atto di reggere la croce lignea. Questa sua posizione riprende il Trattato sulla risurrezione dei morti scritto da sant'Agostino. 
«Christus post suam resurrectionem et eius in caelum ascensionem, ad dexteram Patris sedere dicitur propter eius beatitudinis tranquillitatem, indiciarum potestatem atque honoris et gloriae immensitatem, quamvis, ut nos de tribulationibus eripiat, stare magis quam sedere sibi conveniat». 
Sul lato sinistro superiore vi è la dipinta l'immagine di Dio Padre, e accanto la colomba dello Spirito Santo. I tre soggetti insieme raffigurano la Trinità, ma riprende anche lo scritto teologico che verrà applicato nelle raffigurazioni agostiniane: Milleloquim veritaris : «Verba sunt signa rerum quae sunt in anima», «Nihil aliud sunt verba quam signa: significando enim verba sunt. Tolle significationem verbo, strepitus inanis est». 
La colomba ad ali spiegate ha lo sguardo rivolto all'angelo inginocchiato dalla parte opposta alla croce, mentre il Padre Eterno offre come vittima il proprio Figlio. Le loro espressioni si corrispondono con infinita compassione. L'angelo solleva in alto la mano destra: il gesto sembra corrispondere allo sguardo dello Spirito Santo. Il saluto dell'angelo si trova frequentemente nella raffigurazioni del Mulino mistico unito spesso al versetto di Giovanni «Et verbum caro factum est».
Sul lato opposto della croce vi è un angelo di cui si è perso il volto, ma con il braccio destro sollevato in segno di saluto, personaggio più volte raffigurato nei dipinti a medesimo soggetto. Cristo pigia il suo sangue nella grande vasca che vuole identificare il sepolcro, sangue che poi viene raccolto in un calice dai due dottori della Chiesa: sant'Agostino e san Girolamo. Probabilmente sul lato opposto, poi perduto, vi era la raffigurazione degli altri due dottori della chiesa san Gregorio Magno e Ambrogio. Dietro di loro un angelo porge il calice a un offerente forse identificabile in un papa.